# Fäbodtjärnen (Stensele socken, Lappland, 720365-157383)
Fäbodtjärnen är en sjö i Storumans kommun i Lappland och ingår i Umeälvens huvudavrinningsområde.